# Tatort: Programmiert auf Mord
Programmiert auf Mord ist ein Fernsehfilm aus der Krimireihe Tatort. Der vom Bayerischen Rundfunk produzierte Beitrag wurde am 11. Dezember 1988 im Ersten Programm der ARD erstgesendet. Er ist der erste von zwei Fällen von Kommissar Brandenburg, gespielt von Horst Bollmann und die 213. Tatort-Folge insgesamt. Brandenburg muss den Mord an einem High-Tech-Unternehmer und seiner Schwägerin sowie den Raub von Mikroprozessoren aus dessen Firma ein paar Wochen zuvor aufklären.

## Handlung
Der frisch nach München versetzte Kriminalhauptkommissar Otto Brandenburg und sein ebenfalls neuer Assistent Santini werden zur Villa des High-Tech-Unternehmers Alfred Küpper gerufen, dieser und seine Frau sind ermordet worden, beide wurden offenbar im Bett überrascht und sind dort erschossen worden. Eine anonyme Anruferin hat vor zwei Stunden angerufen, weil sie Schüsse gehört habe, doch das Ehepaar wurde bereits am Vorabend ermordet. Helmut Küpper, der Bruder des Toten, identifiziert die Opfer als seinen Bruder und seine Schwägerin, zur Tatzeit selbst war er in Nizza. Helmut Küpper verabschiedet sich, die Haushälterin von Alfred Küpper, Frau Stoschak sagt kurz darauf aus, dass die Dame des Hauses gar nicht zu Hause sei, diese sei am Tegernsee in ihrem Wochenendhaus. Als Brandenburg ihr die Leichen zeigt, identifiziert sie diese als Alfred und Sylvia Küpper, letztere ist allerdings nicht seine Frau, sondern die seines Bruders Helmut. Sylvia habe immer versucht, ihren Schwager ins Bett zu bekommen. Die Beamten fahren zu Helmut Küpper, treffen aber diesen aber nicht an. Brandenburg und Santini fahren zum Tegernsee, um Hella Küpper zu sprechen, treffen sie dort aber ebenfalls nicht an. Die Nachbarin sagt aus, dass sich Hella Küpper gegen Mittag von ihr verabschiedet habe, weil sie nach München zurückfahren wollte, am Vorabend sei sie bei ihr gewesen und habe auch nicht mehr wegfahren können, weil ihr Sohn die Garage der Küppers zugeparkt hatte.
Abends bemerken die Beamten einen Mann, der versucht, in das Ferienhaus der Küppers einzubrechen, es ist Helmut Küpper. Er sagt aus, dass er mit seiner Schwägerin reden wollte, weil er davon ausgeht, dass sie seinen Bruder und seine Frau erwischt und umgebracht hat. Hella war seine Sekretärin, er hatte sich um sie bemüht, doch sie hatte seinen Bruder Alfred geheiratet. Weiterhin sagt er aus, dass seine Frau Sylvia ihn oft betrogen hätte. Da das Alibi von Helmut Küpper zu stimmen scheint, lässt Brandenburg ihn gehen. Die Kollegen vom Raubdezernat geben Brandenburg und seinen Kollegen am nächsten Morgen Informationen über den kürzlich erfolgten Raubüberfall auf einen Fahrer der Firma Küpper, bei dem Überfall wurden Mikroprozessoren im Wert von 1,2 Millionen D-Mark geraubt. Offensichtlich hatte der Täter einen Nachschlüssel zu dem Wagen, der Fahrer Bernd Struwe wurde von der Polizei überprüft, gilt aber als zuverlässig. Von den Beamten darauf angesprochen, erklärt Helmut Küpper, er sah keinerlei Veranlassung, über den Überfall zu reden, die Versicherung habe den Schaden ersetzt und der Fall sei für ihn erledigt. Die Beamten konnten ermitteln, dass vom Telefon von Alfred und Hella Küpper zuletzt eine Steffi Neuhaus angerufen wurde, Helmut Küpper erzählt, dass diese eine ehemalige Auszubildende der Firma war, seine Schwägerin habe sich sehr gut mit Steffi verstanden. Steffi arbeitet nunmehr für die Firma, die der Besteller der Mikroprozessoren war. Brandenburg befragt Struwe, dieser gibt sich zugeknöpft und verweist auf seine Aussage bei den Kollegen, seine Personenbeschreibung ist sehr allgemein gehalten.
Santini und Luginger suchen Steffi Neuhaus auf, treffen diese aber nicht an, ihnen fällt ein junger Mann auf, der ebenfalls bei Steffi klingelt, die Beamten schreiben sich das Nummernschild auf, als dieser mit dem Motorrad wegfährt. Brandenburg, der vermutet, dass Steffi ihn zu Hella führen wird, lässt Santini Steffi beschatten, Struwe trifft sich unterdessen mit seinem Freund Knuth Kramper, dem jungen Mann vor Steffis Wohnung, auch die beiden jungen Männer wollen über sie an Hella herankommen. Santini folgt Steffi in ein Hotel, als Brandenburg und Santini an der Tür klopfen, treffen sie neben Steffi tatsächlich auch Hella Küpper an. Brandenburg hält ihr vor, die Leichen nach ihrer Rückkehr vom Tegernsee gefunden, anonym die Polizei gerufen zu haben und dann untergetaucht zu sein. Auf Nachfrage Brandenburgs gibt sie schließlich zu, gespürt zu haben, dass der Mordanschlag neben ihrem Mann auch ihr galt, offenbar kannte der Täter sie nicht und hielt ihre Schwägerin für sie. Als Steffi von Brandenburg nach Hause gebracht wird, offenbart Steffi ihm, dass ihre Firma, die dringend auf die geraubten Mikroprozessoren angewiesen war, kurz nach dem Überfall eine „Ersatzlieferung“ bekam, von wem, weiß sie nicht. Normalerweise beträgt die Lieferzeit Monate, sie berichtete ihrer Freundin Hella davon, die wiederum ihren Mann Alfred informierte. Brandenburg sieht nunmehr Hella und Steffi in Gefahr, Steffi lehnt Polizeischutz ab, niemand wisse, dass sie die Informationen habe. Kurz darauf wird Steffi in ihrer Wohnung von den maskierten Struwe und Kramper überfallen, sie verrät den beiden unter Zwang den Aufenthaltsort von Hella. Steffi erkennt die Stimme ihres Ex-Kollegen Struwe und spricht ihn an, die Gangster erdrosseln sie daraufhin. Kurz darauf tauchen die beiden bei Hella im Hotel auf, diese ist aber bereits geflohen, eine Hotelangestellte sieht die fliehenden Gangster.
Hella sucht derweil Steffis Wohnung auf und findet deren Leiche, Hella flieht in Panik. Unterdessen erfahren Brandenburg und sein Team, dass die Gangster mit einer Enduro geflohen sind, auch Krampers Maschine, mit der er von Santini und Luginger vor Steffis Wohnung gesehen wurde, ist eine Enduro, Kramper wird zur Fahndung ausgeschrieben. Hella ruft aufgelöst bei Brandenburg an und informiert ihn über die Ermordung Steffis. Brandenburg fragt sie, wo sie sich aufhalte, doch Hella hat zu viel Angst, auch über die Hintergründe des Überfalls will sie in ihrer Angst nicht reden. Am nächsten Tag kehrt Hella noch einmal in ihr Haus zurück, um Sachen zu holen und mit ihrem Wohnmobil unterzutauchen, ein Polizeibeamter folgt ihr heimlich. Brandenburg sucht den Chef Steffis auf, dieser gibt an, die Mikroprozessoren von einer Firma in Monte-Carlo gekauft zu haben, die Lieferung sei mit einem Barscheck bezahlt worden. Alfred Küpper hatte am Tag vor seinem Tod aufgebracht bei ihm angerufen, da er vermutete, dass es sich um die ihm geraubten Prozessoren handelte. Brandenburg sucht Helmut Küpper auf, dieser behauptet, in Nizza gewesen zu sein, um die Hintergründe der Firma zu ergründen, die die Prozessoren plötzlich im Angebot hatte. Er verdächtigt seinen toten Bruder, selbst der Drahtzieher gewesen zu sein, sein Bruder sei spielsüchtig gewesen. Möglicherweise hätten seine Komplizen kalte Füße bekommen und ihn deshalb ermordet.
Kurz darauf ruft Hella, die ihrem Schwager vertraut, diesen an und bittet ihn um finanzielle Hilfe, damit sie fliehen könne, Helmut verabredet sich mit ihr. Kurz darauf ruft Kramper, der nichts von der Fahndung gegen sich weiß, die Polizei, er fand sein Freund Bernd Struwe im gemeinsamen Rennwagen tot auf, dieser starb an einer Kohlenmonoxidvergiftung durch ins Wageninnere eingeleitete Abgase. Die Waffe, die neben der Leiche liegt, ist die Tatwaffe, mit der Alfred und Sylvia Küpper erschossen wurden, Kramper schließt einen Selbstmord seines Freundes aus. Während sich Helmut und Hella Küpper treffen und es Helmut gelingt, den Polizeibeamten abzuschütteln, gesteht Kramper gegenüber Brandenburg. Sie seien immer neidisch auf den Porsche von Helmut Küppers gewesen, als dieser auf einer Geschäftsreise in Nizza war, entwendeten sie diesen mittels eines Nachschlüssels und machten eine Tour, auf der sie versehentlich ein Kind totfuhren. Küppers war früher von der Reise heimgekehrt und bemerkte die Entwendung seines Porsches und auch den Unfall, woraufhin er sie in der Hand hatte. Helmut Küppers zwang die beiden schließlich, den Überfall vorzutäuschen. Küppers kassierte die Versicherungssumme und verkaufte die Ware ein zweites Mal an den Abnehmer. Als sein Bruder ihn verdächtigte, zwang er Struwe und Kramper, Alfred und dessen Frau umzubringen. Weil sie die „falsche“ Frau Küpper getötet hatten, befahl Küpper ihnen, auch seine Schwägerin zu beseitigen. Kramper gesteht, dass er und Struwe Steffi umgebracht hatten, anschließend hat Küpper Struwe in die tödliche Falle gelockt, Kramper war nicht zum Treffen erschienen und hat deshalb überlebt. Helmut ist mit seiner Schwägerin mit deren Wohnmobil in ein Waldstück gefahren. Gerade, als Hella ihrem Schwager auf die Schliche kommt, erreichen Brandenburg und seine Kollegen das Fahrzeug und können Helmut Küpper festnehmen. Brandenburg hatte nicht nur Hella, sondern auch Helmut beschatten lassen.

## Hintergrund
Der Film wurde von Juni bis Juli 1987 in München und Umgebung gedreht.

## Kritik
Die Kritiker der Fernsehzeitschrift TV Spielfilm beurteilen diesen Tatort nur mittelmäßig und kommentieren auf den Titel bezogen: "Auf Standard programmierter Krimi".